# Katharinenamt Nürnberg
Das Katharinenamt war von 1578 bis 1806 ein Amt der Reichsstadt Nürnberg.

## Beschreibung
Ab 1578 war für die Verwaltung der Güter und Einkünfte des Nürnberger Katharinenklosters  ein Nürnbergischer Pfleger zuständig. Das Katharinenamt blieb bis 1806, dem Ende der reichsstädtischen Zeit, bestehen, wurde aber ab 1596 in Personalunion mit dem Spitalamt Heilig Geist geführt.
Hochgerichtliche Befugnisse hatte das Katharinenamt nicht. Es hatte allerdings über Kotzenhof und Strengenberg die Dorf- und Gemeindeherrschaft:
Das Katharinenamt hatte über den Nürnberger Raum hinaus grundherrschaftliche Ansprüche in den Hochgerichtsbezirken von Brandenburg-Ansbach, dem Hochstift Bamberg und dem Hochstift Eichstätt. Gegen Ende des 18. Jahrhunderts waren es 81 Anwesen in 38 Orten.

## Grundherrschaft
GH gibt die Zahl der Anwesen an, über die das Katharinenamt die Grundherrschaft hatte. ∑ gibt die Gesamtzahl der Anwesen des Ortes an. % gibt den prozentualen Anteil an. Hochgericht1 gibt die Herrschaft an, die hochgerichtliche Befugnisse hatte. Hochgericht2 gibt, soweit vorhanden, eine weitere Herrschaft an, die entweder die hochgerichtlichen Befugnisse von Hochgericht1 bestritt (⚔) oder gemeinsam (⚭) mit ihr ausübte.
| Ort                    | GH  | ∑   | %   | Hochgericht 1        | Hochgericht 2         |
| ---------------------- | --- | --- | --- | -------------------- | --------------------- |
| Adelmannsdorf          | 001 | 011 | 009 | Brandenburg-Ansbach  |                       |
| Barnsdorf              | 002 | 003 | 067 | Brandenburg-Ansbach  |                       |
| Bechhofen              | 001 | 019 | 005 | Brandenburg-Ansbach  |                       |
| Beerbach               | 003 | 021 | 005 | Brandenburg-Ansbach  |                       |
| Büchenbach             | 001 | 037 | 003 | Brandenburg-Ansbach  |                       |
| Dechendorf             | 001 | 011 | 009 | Brandenburg-Ansbach  |                       |
| Dietersdorf            | 003 | 016 | 019 | Brandenburg-Ansbach  |                       |
| Dormitz                | 005 | 051 | 010 | Hochstift Bamberg    |                       |
| Fischbach              | 002 | 008 | 025 | Reichsstadt Nürnberg |                       |
| Haag                   | 001 | 013 | 008 | Brandenburg-Ansbach  |                       |
| Hetzles                | 004 | 083 | 005 | Hochstift Bamberg    |                       |
| Immeldorf              | 002 | 042 | 005 | Reichsstadt Nürnberg |                       |
| Kottensdorf            | 001 | 024 | 004 | Brandenburg-Ansbach  |                       |
| Kotzenhof              | 004 | 004 | 100 | Reichsstadt Nürnberg |                       |
| Leinburg               | 004 | 064 | 006 | Reichsstadt Nürnberg | Brandenburg-Ansbach ⚔ |
| Mildach                | 002 | 008 | 025 | Brandenburg-Ansbach  |                       |
| Mitteleschenbach       | 001 | 086 | 001 | Brandenburg-Ansbach  |                       |
| Neuses bei Windsbach   | 001 | 012 | 008 | Brandenburg-Ansbach  |                       |
| Oberhaidelbach         | 001 | 020 | 005 | Reichsstadt Nürnberg | Brandenburg-Ansbach ⚔ |
| Obermainbach           | 001 | 009 | 011 | Brandenburg-Ansbach  |                       |
| Oberreichenbach        | 001 | 009 | 011 | Brandenburg-Ansbach  |                       |
| Obersteinbach ob Gmünd | 002 | 025 | 008 | Hochstift Eichstätt  |                       |
| Oberweihersbuch        | 001 | 010 | 010 | Brandenburg-Ansbach  |                       |
| Poppenreuth            | 001 | 039 | 003 | Brandenburg-Ansbach  | Reichsstadt Nürnberg  |
| Poppenreuth            | 001 | 006 | 017 | Brandenburg-Ansbach  |                       |
| Prünst                 | 001 | 016 | 006 | Brandenburg-Ansbach  |                       |
| Roßendorf              | 001 | 016 | 006 | Brandenburg-Ansbach  |                       |
| Rothaurach             | 001 | 023 | 004 | Brandenburg-Ansbach  |                       |
| Rückersdorf            | 004 | 041 | 010 | Reichsstadt Nürnberg |                       |
| Rudelsdorf             | 003 | 014 | 021 | Brandenburg-Ansbach  |                       |
| Seukendorf             | 002 | 032 | 006 | Brandenburg-Ansbach  |                       |
| Speikern               | 003 | 027 | 011 | Reichsstadt Nürnberg |                       |
| Strengenberg           | 005 | 005 | 100 | Reichsstadt Nürnberg |                       |
| Untereschenbach        | 007 | 021 | 033 | Brandenburg-Ansbach  |                       |
| Unterheckenhofen       | 001 | 004 | 025 | Brandenburg-Ansbach  |                       |
| Veitsaurach            | 001 | 025 | 004 | Brandenburg-Ansbach  |                       |
| Volkersdorf            | 001 | 020 | 005 | Reichsstadt Nürnberg |                       |
| Zautendorf             | 002 | 013 | 015 | Brandenburg-Ansbach  |                       |